# Seznam norveških smučarskih tekačev
Seznam norveških tekačev na smučeh.

## A
- Thomas Alsgaard
- Remi Andersen
- Inger Aufles
- Anders Aukland
- Berit Aunli
- Ove Aunli

## B
- Anders Bakken
- Timo André Bakken
- Tina Bay
- Lars Berger
- Bødvar Bjerke
- Espen Bjervig
- Tore Bjonviken
- Marit Bjørgen
- Håvard Gutubø Bogetveit
- Anette Bøe
- Oddvar Brå
- Eirik Brandsdal
- Hallgeir Brenden
- Sigurd Brørs
- Sturla Brørs
- Celine Brun-Lie
- Håkon Brusveen

## D
- John Kristian Dahl
- Bjørn Dæhlie
- Niklas Dyrhaug

## E
- Gjermund Eggen
- Anders Eide
- Mari Eide
- Petter Eliassen
- Ole Ellefsæter
- Babben Enger-Damon
- Lars Erik Eriksen
- Frode Estil
- Erling Evensen

## F
- Maiken Caspersen Falla
- Ivar Formo
- Helene Marie Fossesholm
- Sondre Turvoll Fossli

## G
- Kari Vikhagen Gjeitnes
- Tord Asle Gjerdalen
- Anders Gløersen
- Pål Golberg
- Harald Grønningen
- Maria Nysted Grønvoll
- Johan Grøttumsbråten
- Tore Gullen

## H
- Ragnhild Haga
- Martine Ek Hagen
- Katherine Rolsted Harsem
- Johannes Harviken
- Ola Vigen Hattestad
- Thorleif Haug
- Tor Arne Hetland
- Odd-Bjørn Hjelmeset
- Reidar Hjermstad
- Johan Hoel
- Tore Ruud Hofstad
- Martin Hole
- Geir Holte
- Tor Håkon Holte
- Hans Christer Holund

## I
- Emil Iversen

## J
- Astrid Uhrenholdt Jacobsen
- Anne Jahren
- Oddmund Jensen
- Jan Thomas Jenssen
- Chris Jespersen
- Erling Jevne
- Therese Johaug

## K
- Anne Kjersti Kalvå
- Johannes Høsflot Klæbo
- Egil Kristiansen
- Marthe Kristoffersen
- Finn Hågen Krogh
- Simen Hegstad Krüger
- Barbro Kvåle

## L
- Terje Langli
- Jan Lindvall
- Magnar Lundemo

## M
- Odd Martinsen
- Pål Gunnar Mikkelsplass
- Anita Moen
- Arild Monsen
- Julie Myhre
- Mathilde Myhrvold
- Magne Myrmo

## N
- Vegard Bjerkreim Nilsen
- Petter Northug
- Tomas Northug
- Inger Helene Nybråten
- Martin Løwstrøm Nyenget

## O
- Tore Olsen
- Ingvild Flugstad Østberg
- Einar Østby
- Simen Håkon Østensen

## P
- Hilde Gjermundshaug Pedersen
- Brit Pettersen

## R
- Andreas Fjorden Ree
- Eldar Rønning
- Sjur Røthe
- Mathias Rundgreen
- Arne Rustadstuen

## S
- Einar Sagstuen
- Karoline Simpson-Larsen
- Sture Sivertsen
- Øyvind Skaanes
- Sindre Bjørnestad Skar
- Bente Skari
- Gudmund Skjeldal
- Kristen Skjeldal
- Lorns Skjemstad
- Vibeke Skofterud
- Håvard Skorstad
- Silje Øyre Slind
- Magni Smedås
- Krister Sørgård
- Håvard Solbakken
- Guro Strøm Solli
- Kjell Jacob Sollie
- Erling Steineide
- Kristin Størmer Steira
- Ane Appelkvist Stenseth
- Mattis Stenshagen
- Sverre Stensheim
- Daniel Stock
- Martin Johnsrud Sundby
- Jens Arne Svartedal
- Simen Andreas Sveen
- Emil Hegle Svendsen

## T
- Håvard Solås Taugbøl
- Gjøran Tefre
- Hans Erik Tofte
- Didrik Tønseth
- Pål Tyldum

## U
- Hans Christian Udnæs
- Kari Uglem
- Vegard Ulvang

## V
- Kristina Šmigun-Vähi
- Erik Valnes

## W
- Heidi Weng
- Lotta Udnes Weng
- Tiril Udnes Weng
- Sivert Wiig